# Max G. Grand-Montagne
Max G. Grand-Montagne, auch bezeichnet als „maxg“, (* 1941 in St. Ingbert) ist ein deutscher Künstler und Kunstpädagoge.

## Leben
Seine Jugend verbrachte Max G. Grand-Montagne in Limbach bei seinen Großeltern. Nach einer Ausbildung bei der Landesverwaltung arbeitete er beim saarländischen Wirtschaftsministerium und wurde später Leiter der Vorprüfstelle mit Aufgaben für den Bundesrechnungshof. Das freie Studium der Malerei und Grafik nahm er 1987 an der EKA Europäischen Kunstakademie Trier auf. Arbeitsbegegnungen u. a. mit Prof. Gustav Seiss (1919–2002) aus Salzburg ab 1986 oder 1987 mit dem holländischen Maler und Grafiker Prof. Theo Kurpershoek (1914–1998), Mitbegründer der De Tien Realisten aus Amsterdam, und 1991 mit Prof. Bernhard Heisig prägten die künstlerische Entwicklung. Parallel studierte er von 1988 bis 1990 Kunstgeschichte an der Universität des Saarlandes bei Prof. Lorenz Dittmann. 1986 nahm ihn die ADAL, die Amicale des Artistes Lorrains, eine seit 1947 bestehende Vereinigung Lothringischer Künstler, als ersten deutschen Künstler auf. 1988 gründete er die Sommerakademie Villa Martin St. Ingbert, die er bis 2005 leitete. Seit 1993 ist er Mitglied im Saarländischen Künstlerhaus, seit 1998 im BBK Bundesverband Bildender Künstlerinnen und Künstler, seit 2011 bei XYLON (Internationale Vereinigung der Holzschneiderinnen und Holzschneidern) in der Sektion Frankreich. In den Jahren 2009 bis 2015 leitete er die Produzentengalerie „kunstraum maxg“ in St. Ingbert. Seit 2009 wird er vertreten durch die Dresdner Galerie Sybille Nütt und seit 2021 durch die Galerie art+form, ebenfalls Dresden. Seit 1985 ist er Dozent für Malerei an der Volkshochschule Homburg.

## Kunst
„Die Kunst spricht für sich selbst“
[Max G. Grand-Montagne]
War Max G. Grand-Montagne zunächst der figurativen Kunst mit Natur- und Architekturstudien in Kohle, Öl- und Aquarellfarben zuzuordnen, vollzieht sich mit der Jahrtausendwende der stilistische Wandel. Formal und farblich reduzierte Kompositionen bestimmen fortan das Werk des Künstlers. Im experimentellen Holzschnitt entstehen Arbeiten auf Papier, Leinwand oder Forex-Platten. Die Grundfläche bildet fast ausschließlich das Quadrat, die Farbpalette wird auf Schwarz, Rot und Weiß minimiert. Zufall und Spontanität haben ihren Platz in der konkret minimalistischen Komposition. Oft sind es Werkfamilien mit sich ähnlich wiederholenden Formen und Gesten – immer aber Unikate. In seinen Serien mit Titeln wie cabriole, royale, élancée, mikado oder santé geht Max G. Grand-Montagen im Nebeneinander von kalligrafischen Schwüngen und geometrischen Formen, von Abstraktion und Figuration, von Farbfläche und Leerraum Fragestellungen der Balance und Dynamik nach. Fast immer findet sich ein leuchtend rotes Quadrat – ein Markenzeichen–, welches den Schwüngen und Linien Halt im Raum zu geben scheint. Er arbeitet in verschiedenen Ateliers in Deutschland und Frankreich.

## Rezeption
Die Kuratorin Dr. Françoise J. Mathis-Sandmaier beschrieb die Arbeiten des Künstlers 2019 zur Ausstellung „interaction“ in der Galerie im Kulturzentrum Saalbau/Homburg wie folgt: „Große Wirkung und Spannung gehen in Grand-Montagnes Druck-Unikaten und Holzarbeiten aus der Interaktion von geometrischer Grundform und elementarer Farbigkeit, von Fläche und Raum hervor. Die Kompositionen beruhen stets auf formaler Klarheit, ohne sich systematisch-analytischer Strenge auszuliefern. Zur Anschauung kommen dynamische, raumbildende sowie -aktivierende Prozesse. In immer neuen und reizvollen Variationen werden die reduzierten Gestaltungsmittel kombiniert, mit denen sich der Künstler spielerisch wie experimentell auseinandersetzt. Zum Markenzeichen Grand-Montagnes hat sich in den letzten Jahren das kleine Quadrat entwickelt. Seit geraumer Zeit geraumer Zeit mischt nun auch verstärkt der freie gestische Duktus im geometrischen Gefüge mit. Figürliches taucht dabei sogar auf der Fläche wieder auf. Grand-Montagnes interaction ist nicht weniger als lebende Wechselwirkung auf ganzer Fläche im Raum. Seine konkret-minimalistische Kunst setzt auf Beschränkung der Mittel und beeindruckt durch maximale Mannigfaltigkeit.“
Christine Maak zieht, ebenfalls 2019, den Vergleich zu Kandinsky und Miró: „Die neueren Schwarz-weiß-rot-Drucke wirken auf den ersten Blick wie asiatische Schriftzeichen. Bei näherer Betrachtung haben sie jedoch eher Ähnlichkeit mit Kandinskys und Mirós künstlerischen Versuchen, die Schwerkraft aufzulösen oder die Erde mit simplen Formen wie Linien, Kreise und Vierecke in ein Gleichgewicht zu bringen.“

## Preise/Auszeichnungen (Auswahl)
- 1986: Prix de Salon Biennale de Peinture de Forbach, Forbach, Frankreich
- 1991: Medaille d’Honneur du Forum des Arts, Bitche, Frankreich
- 1993: Grand Prix Salon des Arts Plastiques, Metz, Frankreich
- 1994: 1. Preis Symposium Internationale de Peinture, Rodemack, Frankreich

## Ausstellungen/Wettbewerbe (Auswahl)
- 1993: Salon Nationale, Paris, Frankreich
- 1998: „Malerei – Grafik“, Kloster Benediktbeuern, Großer Kreuzgang (E)
- 2008: „escapades“, Galerie im Kulturzentrum Saalbau, Homburg (E)
- 2007: „impressions“, Hall d’Honneur, Sarreguemines, Frankreich (E)
- 2009: „escapade“, Hall d’Honneur, Sarreguemines, Frankreich (E)
- 2010: Penang International Print Exhibition, Penang State Museum, Malaysia,
- 2010: Biennale de Peinture des Conseils Généraux de Lorraine, Nancy, Frankreich
- 2011: „rouge et noir“, Galerie Sybille Nütt, Dresden (E)
- 2011: ArtKarlsruhe, vertreten durch die Galerie Sybille Nütt, Dresden
- 2013: Guanlan International Print Biennial
- 2014: ArtKarlsruhe, vertreten durch die Galerie Sybille Nütt, Dresden
- 2018: „chapeau!“, kunstraum DorisT, St. Ingbert (E)
- 2018: „cancan“, kunstraum DorisT, St. Ingbert (E)
- 2019: „avec plaisir!“, kunstraum DorisT, St. Ingbert (E)
- 2020: „papillon“, kunstraum DorisT, St. Ingbert (E)
- 2021: „Linie Balken Strich“, art+form, Dresden
- 2021: „angélique“, kunstraum DorisT, St. Ingbert (E)
- 2022: „Kunst trotz(t) Corona“, Landtag des Saarlandes, Saarbrücken